# 베뢰아

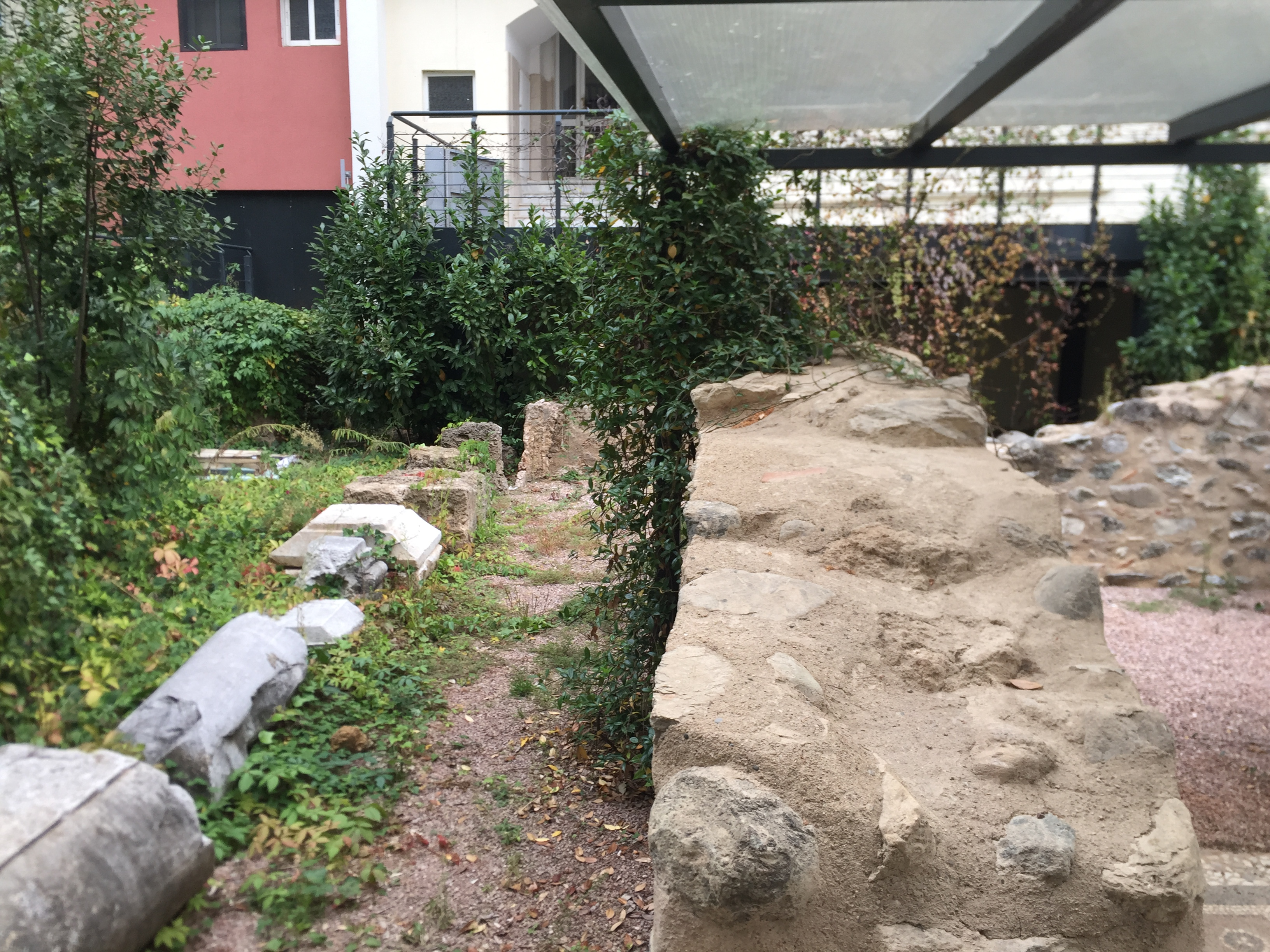

베뢰아(Berea, Beroea)는 현재의 그리스 북부 마케도니아의 베리아라는 이름으로 알려진 고대 그리스, 로마 시대의 도시였다. 올림포스산 북부 페르미온 산맥 동부의 조그마한 도시이다. 이 도시는 사도 행전에서 사도 바울, 실라, 디모데가 기독교 복음을 설교한 사도 행전에 언급되어 있다.
사도행전 17장 10절 기록에 따르면 바울, 실라, 디모데는 테살로니키에서 도망한 이후 밤에 베뢰아로 여행하였다. 그들은 즉시 설교를 위해 시나고그로 갔으며 베뢰아 사람들은 이를 매우 잘 받아들였다. 사도 행전의 저자는 복음에 대한 테살로니카 사람들의 반응과 베뢰아 사람들의 반응 간의 차이를 언급하였고 당시 베뢰아 사람들의 마음이 열려있었고(open-minded, fair-minded) 바울과 실라가 진리를 가르치는지를 보려고 경전을 조사할 의지가 있었다.
베뢰아 사람들 중 다수는 남성과 여성 모두 믿었으나 믿지 않는 테살로니카 유대인들이 이를 듣고 베뢰아로 와서 군중을 흥분시켜 폭동을 일으켜 바울, 실라, 디모데가 설교를 하지 못하게 했다. 이때 신자들이 바울을 해안으로 보냈으나 디모데와 실라는 뒤에 남아 체류했다. 바울은 아테네(아덴)로 가게되었고 바울은 디모데와 실라에게 속히 아테네로 올 것을 이야기했다.(Acts 17:10–15)

## 같이 보기
- 베리아
- 베뢰아운동

## 추가문헌
- Berea[깨진 링크] at Easton's Bible Dictionary
- 《Smith's Dictionary of the Bible》. H. B. Hackett, D.D. 1981. 280쪽.
- 《The Interpreter's Dictionary of the Bible》. Abingdon Press. 1962. 385–6쪽.
- 《Encyclopædia Britannica》. Encyclopædia Britannica. 1929. 430쪽.
- 《Cyclopedia of Biblical, Theological, and Ecclesiastical Literature》. Baker Book House Company. 1981. 785쪽.
- 《The Victor Journey Through the Bible》. V. Gilbert Beers. 1981. 371쪽.
- http://www.my-favourite-planet.de/english/europe/greece/macedonia/veria/veria-01.html
- Zaring, Elbert Robb, 편집. (1916년 6월 21일). “A Badge of True Nobility”. 《Northwestern Christian Advocate》 64 (26): 606.